# جون يندستروم
جون يندستروم (بالسويدية: Johan Lindström)‏ هو لاعب هوكي الجليد سويدي، ولد في 31 مارس 1979 في Taberg ‏ في السويد.

## وصلات خارجية
- جون يندستروم على موقع HockeyDB.com (الإنجليزية)